# Cineforum (rivista)
Cineforum è una rivista italiana di critica cinematografica. È una delle più longeve e prestigiose riviste italiane dedicate alla cultura cinematografica in attività.

## Storia
Ideata nel 1961 da Camillo Bassotto e Francesco Dorigo, la rivista nasce come bollettino della Federazione italiana cineforum, di ispirazione cattolica, che rappresenta la maggioranza dei cineclub nazionali (240 circoli sul territorio italiano nel 1967). Alla fine degli anni sessanta la rivista si sposta progressivamente su posizioni marxiste, seguendo il nuovo orientamento della FIC guidata dal direttore Sandro Zambetti.
Dalla direzione di Zambetti sono usciti fuori alcuni dei principali critici cinematografici italiani, responsabili delle maggiori istituzioni, festival e riviste del settore, come Alberto Barbera, Stefano Della Casa, Emanuela Martini, Federico Chiacchiari, Alessandro Marangio, Enrico Magrelli, Roberto Turigliatto. Dalla rivista e dall'impegno del direttore nacque anche il Festival Bergamo Film Meeting.
Dal 2003 è stata affiancata da una collana editoriale dedicata al cinema (Edizioni di Cineforum). Ogni anno redige un annuario del cinema. Nel 2013 è nata anche la versione web coordinata da Fabrizio Tassi.
La rivista è uscita con cadenza mensile fino al gennaio 2021, quando è diventata trimestrale.